# Negreaella vinai
Negreaella vinai is een hooiwagen uit de familie Biantidae.